# Otmíče
Otmíče är en ort i Tjeckien.   Den ligger i regionen Mellersta Böhmen, i den centrala delen av landet, 40 km sydväst om huvudstaden Prag. Otmíče ligger 312 meter över havet och antalet invånare är 146.
Terrängen runt Otmíče är kuperad norrut, men söderut är den platt. Otmíče ligger nere i en dal. Runt Otmíče är det ganska tätbefolkat, med 179 invånare per kvadratkilometer. Närmaste större samhälle är Beroun, 13,8 km nordost om Otmíče. Trakten runt Otmíče består till största delen av jordbruksmark.